# Ciara Everard
Ciara Everard (* 10. Juli 1990 in Kilkenny) ist eine ehemalige irische Mittelstreckenläuferin, die auf den 800-Meter-Lauf spezialisiert war.

## Sportliche Laufbahn
Erste internationale Erfahrungen sammelte Ciara Everard im Jahr 2008, als sie bei den Juniorenweltmeisterschaften in Bydgoszcz mit 2:09,85 min in der ersten Runde über 800 Meter ausschied. Im Jahr darauf kam sie bei den Junioreneuropameisterschaften in Novi Sad mit 2:09,97 min ebenfalls nicht über den Vorlauf hinaus und 2013 belegte sie bei den Halleneuropameisterschaften in Göteborg in 2:02,55 min den sechsten Platz. Bei der Sommer-Universiade in Kasan schied sie dann mit 2:05,59 min im Halbfinale aus. Im Jahr darauf kam sie bei den Hallenweltmeisterschaften in Sopot mit 2:03,69 min nicht über die Vorrunde hinaus und 2015 schied sie bei den Halleneuropameisterschaften in Prag mit 2:06,14 min im Semifinale aus. Bei den Studentenweltspielen in Gwangju belegte sie in 2:02,46 min den sechsten Platz und schied anschließend bei den Weltmeisterschaften in Peking mit 2:03,98 min im Vorlauf aus. Im Jahr darauf nahm sie an den Olympischen Sommerspielen in Rio de Janeiro teil und schied dort mit 2:07,91 min in der ersten Runde aus. 2020 bestritt sie ihre letzten offiziellen Wettkämpfe und beendete daraufhin ihre aktive sportliche Karriere im Alter von 30 Jahren.
In den Jahren von 2010 bis 2015 wurde Everard irische Hallenmeisterin im 800-Meter-Lauf.

## Persönliche Bestleistungen
- 800 Meter: 2:01,21 min, 23. Mai 2015 in Oordegem
  - 800 Meter (Halle): 2:02,54 min, 10. Februar 2013 in Athlone
- 1500 Meter: 4:14,79 min, 20. Mai 2018 in Loughborough